# Скрученик приємний
Скрученик приємний (Spiranthes amoena) — багаторічна трав'яна рослина родини зозулинцевих або орхідних. Занесений до Червоної книги України зі статусом «зникаючий».

## Ботанічний опис
Невелика рослина висотою 15-30 см, яка росте на торфовищах, сирих приозерних чи прирічкових низькотравних луках. Кореневище коротке з тонкими циліндричними бульбами. Стебло 15–35 (40) см заввишки, в нижній частині з лінійними або вузьколанцетними листками. Суцвіття - щільний багатоквітковий однобічний колос, вісь якого спірально скручена. Квітки дрібні, сидячі, яскраво-рожеві.
Зацвітає у третій декаді липня-серпні. Плодоносить в серпні — вересні. Розмножується насінням.

## Поширення
Вид трапляється в Східній Європі, Західному Сибіру і Східному Сибіру, Далекому Сході, Монголії, Японії, Китаї, Кореському півострові. В Україні поширений на Малому Поліссі в Львівській області. Зокрема у Бродівському районі, між м. Броди і с. Лагодів в межах заказника «Кемпа» відома єдина в Україні популяція, що нараховує близько 2000 особин. Її на цій території у 1980 році вперше зафіксував Іван Матлай, а дослідження і опис здійснив Степан Шелест.

## Охорона
Оскільки вид занесено до Червоної книги України, тому він охороняється в заказнику «Кемпа». Там забороняється його збирання, гербаризація рослин, порушення гідрологічного режиму заказника.